# Mainit, Surigao del Norte
Mainit là một đô thị hạng 4 ở tỉnh Surigao del Norte, Philippines. Đô thị này nằm bên hồ Mainit ở đông bắc Mindanao. Theo điều tra dân số năm 2000, đô thị này có dân số 23.417 người trong 4.621 hộ.

## Các đơn vị hành chính
Mainit được chia thành 21 barangay.
| - Binga - Bobona-on - Cantugas - Dayano - Mabini - Magpayang - Magsaysay (Pob.) - Mansayao - Marayag - Matin-ao - Paco | - Quezon (Pob.) - Roxas - San Francisco - San Isidro - San Jose - Siana - Silop - Tagbuyawan - Tapi-an - Tolingon |